# Alakrana
El Alakrana es un buque de pesca atunero congelador español, conocido por haber sido secuestrado por piratas somalíes en 2009 y posteriormente haber sido liberado tras el pago del rescate demandado por los piratas.
Es propiedad de la empresa Echebastar fleet S.L., que tiene su puerto de registro en Bermeo (Vizcaya) y que fue construido por los Astilleros de Murueta S.A., de Murueta.

## Historial

### Primer intento de secuestro
El 3 de septiembre de 2009, consiguió eludir un intento de secuestro cuando navegaba a 495 millas de Somalia.

### Secuestro
El Alakrana fue secuestrado por piratas el 3 de octubre de 2009, bien a 413 millas de las costas del sur de Somalia (según algunas fuentes), bien a 120 millas náuticas (por tanto dentro de la ZEE de Somalia) según sentencia de la Audiencia Nacional; en cualquier caso el buque faenaba lejos de la zona protegida por la Operación Atalanta, dentro de la zona de seguridad en aguas internacionales según algunas fuentes y en aguas somalíes según otras. En su auxilio acudió la fragata Canarias, que zarpó el 10 de agosto de Rota (Cádiz) para incorporarse a la Operación Atalanta, junto con otras fuerzas españolas.
El 17 de noviembre de 2009, tras 47 días de secuestro, el Alakrana fue liberado tras el pago de un rescate de unos 4 millones de dólares.
Durante la liberación, los helicópteros de las fragatas Canarias y Méndez Núñez intentaron sin éxito la captura de los últimos piratas que abandonaron el buque, llegando incluso a disparar contra ellos. Así mismo, y al igual que ocurrió con el Playa de Bakio, hubo de evitarse el que fuera recapturado por piratas de otro clan.
Tras la liberación, el Alakrana se dirigió a las Islas Seychelles escoltado por las dos fragatas arribando a Puerto Victoria el 20 de noviembre de 2009.
A consecuencia del secuestro, la ley española fue modificada el 2 de noviembre de 2009 para permitir a los vigilantes de seguridad emplear armamento de hasta 12,70 mm en los buques con bandera española, siempre que éste sea adquirido a fabricantes o distribuidores asentados en España. En cambio, en las embarcaciones de otras banderas sí que está permitida la presencia a bordo de militares y la tenencia de armamento superior al reglamentado para barcos españoles.